# لعنة لا يورونا (فلم 2019)
لعنة لا يورونا أو لعنة المرأة الناحبة (بالإنجليزية: The Curse of La Llorona) فيلم رعب خارق أمريكي لعام 2019 من إخراج مايكل شافيز وكتبه ميكي دوترري وتوبياس إياكونيس. استنادًا إلى الفولكلور المكسيكي. الفيلم ببطولة ليندا كارديليني وريموند كروز وباتريشيا فيلاسكويز.

## احداث قصة الفيلم
تدور احداث قصة فيلم 2019 في اطار من الرعب والاثارة في السبعينيات من القرن العشرين في لوس أنجلوس، كان الشبح الأسطوري لا يورونا (المرأة الباكية) يطارد الأطفال بعد تجاهل التحذير المخيف من جانب أم مضطربة يشتبه أنها تعرض أطفالها للخطر، يتبين أن ما وقع شيء ينتمي لعالم خوارق الطبيعة
ويصبح أملهم الوحيد في النجاة من غضب (يورونا) هو كاهن مخدوع يمارس التصوف لإبقاء الشر في مكانه.
تم عرضه في الولايات المتحدة في 19 أبريل 2019، وحقق 122 مليون دولار حول العالم بميزانية قدرها 9 ملايين دولار وتلقى آراء مختلطة من النقاد عمومًا.

## روابط خارجية
- لعنة لا يورونا على موقع IMDb (الإنجليزية)
- لعنة لا يورونا على موقع ميتاكريتيك (الإنجليزية)
- لعنة لا يورونا على موقع روتن توميتوز (الإنجليزية)
- لعنة لا يورونا على موقع نتفليكس (الإنجليزية)
- لعنة لا يورونا على موقع ألو سيني (الفرنسية)
- لعنة لا يورونا على موقع أول موفي (الإنجليزية)
- لعنة لا يورونا على موقع بوكس أوفيس موجو (الإنجليزية)
- لعنة لا يورونا على موقع فيلمافينيتي (الإسبانية)
- لعنة لا يورونا على موقع قاعدة بيانات الفيلم (الإنجليزية)
- لعنة لا يورونا على موقع ليتربوكسد (الإنجليزية)